# Чамеев, Николай Степанович
Николай Степанович Чамеев (род. 4 января 1962, Старые Чукалы, Чувашская АССР) — советский и российский легкоатлет, специалист по бегу на длинные дистанции, кроссу и марафону. Выступал в 1980—1993 годах, чемпион СССР в беге на 10 000 метров, многократный призёр первенств всесоюзного и всероссийского значения, участник ряда крупных международных стартов. Представлял Чебоксары, спортивное общество «Спартак» и Профсоюзы. Мастер спорта СССР. Тренер по лёгкой атлетике.

## Биография
Николай Чамеев родился 4 января 1962 года в деревне Старые Чукалы Шемуршинского района Чувашской АССР.
Занимался лёгкой атлетикой в Чебоксарах, воспитанник Чебоксарской школы высшего спортивного мастерства. Выступал за добровольное спортивное общество «Спартак» и всесоюзное физкультурно-спортивное общество профсоюзов. Окончил Чувашский государственный педагогический институт (1989).
Впервые заявил о себе на всесоюзном уровне в сезоне 1980 года, когда на соревнованиях в Сочи выиграл бронзовую медаль в беге на 5000 метров.
В 1981 году вошёл в состав советской сборной и выступил на чемпионате мира по кроссу в Мадриде, где в гонке юниоров занял итоговое 21-е место. Позднее принимал участие в юниорском европейском первенстве в Утрехте — в 5000-метровой дисциплине финишировал восьмым. В этом сезоне выполнил норматив мастера спорта СССР.
В 1982 году в беге на 10 000 метров занял седьмое место на Мемориале братьев Знаменских в Москве.
В 1985 году в дисциплине 5000 метров стал шестым на чемпионате СССР в Ленинграде.
В 1987 году на дистанции 10 000 метров показал четвёртый результат на чемпионате СССР в Брянске.
На чемпионате СССР 1989 года в Горьком с результатом 28:49.78 превзошёл всех соперников в беге на 10 000 метров и завоевал золотую медаль. Будучи студентом, представлял Советский Союз на Всемирной Универсиаде в Дуйсбурге — в беге на 5000 метров не смог пройти дальше предварительного квалификационного этапа, тогда как в дисциплине 10 000 метров показал на финише 14-е время.
В 1990 году получил серебро в 5000-метровой дисциплине на зимнем чемпионате СССР в Челябинске, занял 101-е место на кроссовом чемпионате мира в Экс-ле-Бен, в беге на 5000 метров с личным рекордом 13:40.16 взял бронзу на Мемориале братьев Знаменских в Москве, стал серебряным призёром на летнем чемпионате СССР в Киеве. Благодаря череде удачных выступлений удостоился права защищать честь страны на Играх доброй воли в Сиэтле — в программе 5000 метров показал результат 13:49.43, расположившись в итоговом протоколе соревнований на шестой строке.
В 1991 году на зимнем чемпионате СССР в Волгограде выиграл серебряную медаль в беге на 5000 метров. Принимал участие в чемпионате мира по кроссу в Антверпене, где занял 79-е место.
В 1992 году среди прочего был третьим в 5-километровом пробеге в Гейнсвилле, стал серебряным призёром в дисциплине 5000 метров на Мемориале Знаменских в Москве.
После распада СССР Чамеев ещё в течение некоторого времени оставался действующим спортсменом и продолжал принимать участие в различных легкоатлетических стартах. Так, в 1993 году он представлял Россию на кроссовом чемпионате мира в Аморебьета-Эчано, заняв 117-е место. Отметился выступлением на Сибирском международном марафоне в Омске — с результатом 2:17:04 пришёл к финишу четвёртым.
Завершив спортивную карьеру, работал тренером по лёгкой атлетике в Детско-юношеской спортивной школе № 1 в Новочебоксарске.